# スコット・シンクレア
スコット・アンドリュー・シンクレア（英語: Scott Andrew Sinclair, 1989年3月25日 - ）は、イギリス・バース出身のサッカー選手。現在はフリーエージェント。ポジションは左ウインガー。
俊敏な動きで左からドリブルで切り込むのが得意。

## 経歴
15歳でブリストル・ローヴァーズFCのリザーブチームでハットトリックを達成。トップチームでデビューを果たし注目を集めたストライカー。同年チェルシーFCに移籍する。チェルシーのリザーブチームでは得点王を獲得した。
2006-07シーズンの途中からFLチャンピオンシップのプリマス・アーガイルFCにレンタル移籍し中盤の位置で活躍。2007-08シーズンは短期間QPRにレンタル移籍していたが、12月にチェルシーのトップチームに復帰した。2010年にはスウォンジー・シティAFCへ移籍した。プレミアリーグへ初昇格したスウォンジーの最初のゴールを記録している。
2012年8月31日、マンチェスター・シティFCへ移籍したが出場機会が訪れず、2013年8月22日にウェスト・ブロムウィッチ・アルビオンFCへレンタル移籍した。
2015年1月、アストン・ヴィラFCへレンタル移籍。同年5月19日に完全移籍を果たした。2015-16シーズンには27試合に出場したもののチャンピオンシップへ降格した。
2016年8月7日、スコティッシュ・プレミアシップのセルティックFCへ5年契約で完全移籍。
2020年1月8日、チャンピオンシップのプレストン・ノースエンドFCに2年半契約で完全移籍。

## タイトル
セルティックFC
- スコティッシュ・リーグ・カップ 2016-17, 2017-18
- スコティッシュ・プレミアシップ 2016-17, 2017-18
- スコティッシュ・カップ 2016-17, 2017-18